# 劍潭福正宮
劍潭福正宮，位於台灣台北市中山區中山北路四段，為主祀福德正神之道教廟宇。該廟宇興建於清朝嘉慶年間，為傳統建築廟宇。該廟宇的組織型態為管理人制，祭典日期則是每年農曆之八月十五。
福正宮緊鄰劍潭公園及劍潭山步道入口，面對劍潭青年活動中心。旁則有顏水龍的知名馬賽克作品《從農業社會到工業社會》。